# Palazzo Frangipane

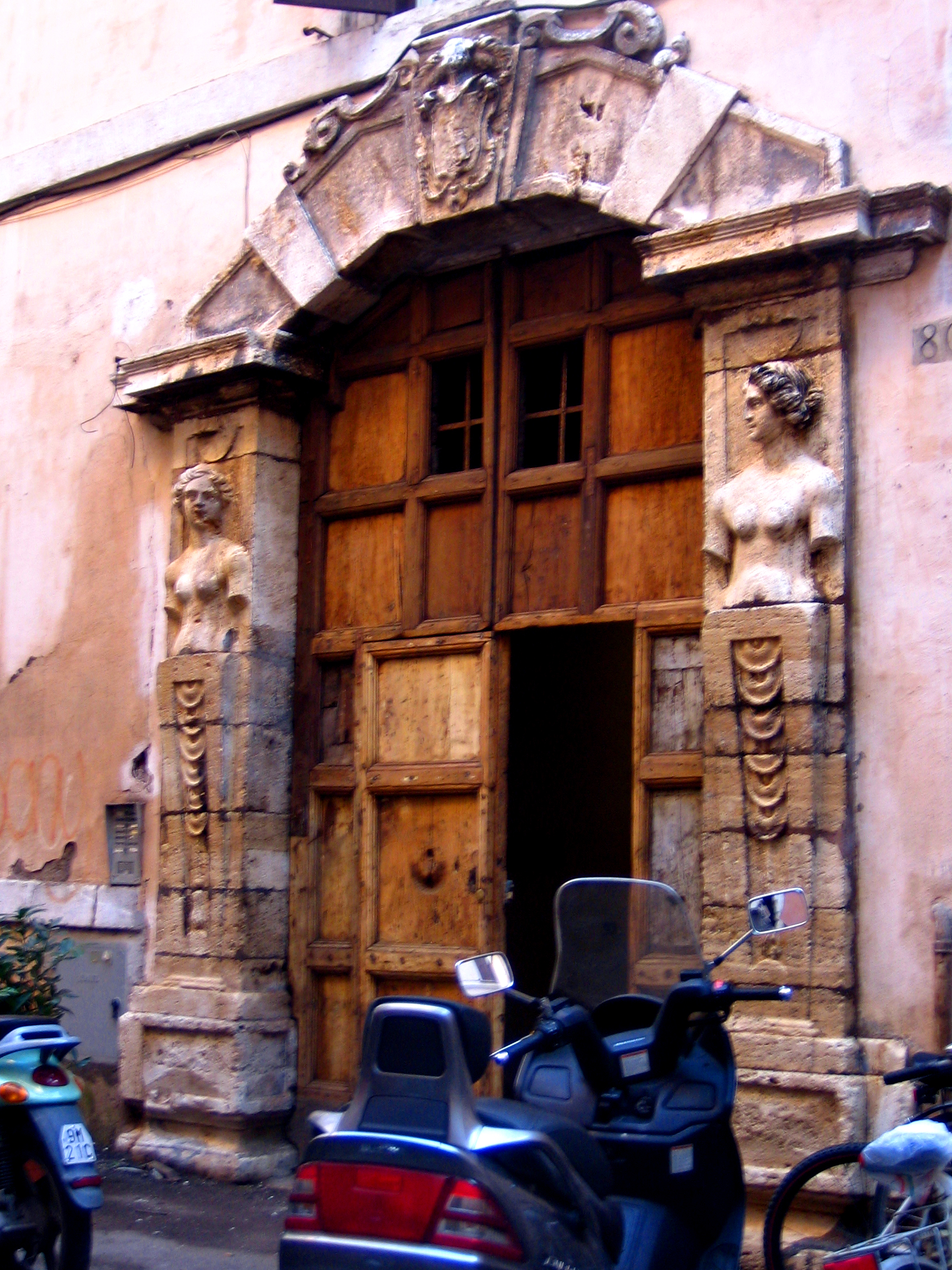
O característico portal do Palazzo Frangipane numa pequena praça na Via del Gesù.

Palazzo Frangipane Capocci, conhecido apenas como Palazzo Frangipane, é um palácio maneirista localizado na altura do número 80 da Via del Gesù, no rione Pigna de Roma.

## História
A família Frangipane foi uma das mais importantes de Roma entre os séculos XII e XIV, sendo famosa principalmente por ter convertido o Coliseu em uma fortaleza familiar. Porém, no século XVI, sua influência e riqueza já estavam bastante reduzidas. O Palazzo Frangipane é um edifício desta época que pertenceu por um tempo à família Capocci. Localizado num trecho um pouco mais largo da Via del Gesù, o palácio foi vendido em 1570 por Francesco Capocci a Orazio Frangipane, que transformou a propriedade em um palácio de três pisos mantendo o portal em travertino original, característico por seus cantos inclinados e cariátides dos dois lados. Descentralizado em relação à fachada moderna de com cinco janelas por causa de uma ampliação, o portal é encimado pelo brasão dos Frangipane: dois leões, um de frente para o outro, com quatro pães entre as patas. Em 1607, um aviso informa que "o senhor Mario Farnese comprou o palácio do senhor Frangipane onde estava o bispo de Piacenza, entre a Igreja de Jesus e a da Minerva, por 14 000 escudos"
. A capela familiar da família Frangipane ficava na igreja de San Marcello al Corso, não muito distante dali.